# 상샤오윈

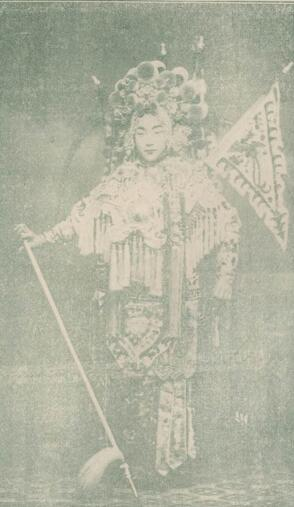

상샤오윈(중국어 간체자: 尚小云, 정체자: 尚小雲, 병음: Shāng Xiǎoyún, 한자음: 상소운, 1900년 1월 7일 ~ 1976년 4월 19일)은 중국의 경극 배우다. 메이란팡, 청옌치우, 쉰후이성과 함께 경극을 융성케 한 '4대 명단(四大名旦)' 중 한 사람이다.
동상·철상이라는 말을 들을 정도로 강한 창법에, 감히 다른 배우의 추종을 불허하는 특질이 있다. 그런만큼 연기에는 거친 점이 있다. 탐모(探母), 제탑(祭塔), 제강(祭江)과 같은 정단극(正旦劇)에 능했으며 <여소랑(黎素娘)>이나 그 밖의 신작에서도 의욕을 보였다.